# Беженцы (стихотворение)
У слова «Беженцы» есть и другие значения; см. Беженцы (значения).
«Беженцы» («Вся жизнь на маленьком возке…») — стихотворение русского советского поэта Иосифа Уткина (1903—1944), написанное в 1941 году и впервые опубликованное в 1942 году.

## История написания
По воспоминаниям писателя Исая Рахтанова, это стихотворение было написано Уткиным на основе впечатлений от дороги в Сумской области, забитой в конце августа 1941 года беженцами; Уткин и Рахтанов (на тот момент — штатные сотрудники газеты Брянского фронта «На разгром врага») ехали на машине на запад, в сторону города Середина-Буда, в то время как беженцы медленно двигались с запада на восток. «Вся жизнь этих людей уместилась в одном возке, — вспоминал Рахтанов слова Уткина. — Здесь и бабушка, и внуки, и домашний скарб. И всё это движется, уходит от неминуемой смерти». Уткин говорил, что беженцы идут спокойно, веря в то, что будет остановка, — и если он когда-нибудь напишет об этом, то обязательно отметит «отсутствие слёз в их глазах». Рахтанов в своих воспоминаниях предполагал, что стихотворение было написано в Ташкенте, во время эвакуации.

## Отзывы
В статье об Уткине во втором издании «Большой советской энциклопедии» (1956) это стихотворение было названо одним из его лучших произведений военного периода.
Илья Сельвинский писал об этом стихотворении, что оно «выдержано в чёрно-красной гамме» и написано «скупо, сурово и глубоко», относясь к тем произведениям поэта, в которых видна его зрелость. К признакам такой зрелости Сельвинский относит проявляющиеся в стихотворении черты обобщения, а также «лиризм, мужественный в своей сдержанности».
Исай Рахтанов писал, что это «не лучшее из военных стихов Уткина», однако отмечал, что в нём «передано сопротивление народа».

## Публикации
Впервые стихотворение было опубликовано в газете «Правда» в номере от 7 июля 1942 года. Стихотворение вошло во многие издания произведений Уткина, в том числе в сборник «Стихотворения и поэмы», вышедший в 1966 году в «Большой серии» «Библиотеки поэта».